# Епилог
Епилог (от гръцки epílogos, буквално послеслов) е последната част в сюжета на дадено литературно произведение, която от известна дистанция на времето разкрива съдбите на героите след развръзката в творбата. В епилога могат да се доизяснят някои техни взаимоотношения и мотиви, да се хвърли светлина върху интригата и причините за конфликта, описан в произведението (завръзка), или се използва от автора за отправяне на определени послания към читателите. Композиционно, тази част от творбата се смята за несъществена, освен ако не е обхваната и органично свързана с художествения замисъл на автора.
Епилогът е по-характерен за драматическите, отколкото за епическите и лирическите творби. В старогръцката драма в епилога авторът разкрива замисъла си, представя своето тълкувание на представените събития, защитава актьорската игра. В съвременната литература се среща сравнително по-рядко.
В световната литература известни примери за епилози дават творби като:
- драмата „Хенри IV“ на Уилям Шекспир,
- романите „Бащи и деца“, „В навечерието“ и „Дворянско гнездо“ на Иван Тургенев,
- романът „Война и мир“, роман на Лев Толстой,
- романите „Бесове“ и „Братя Карамазови“ на Фьодор Достоевски,
- драматическите поеми „Русалка“ и „Цигани“ на Александър Пушкин, и други.

От българската литература могат да се дадат примери с:
- епилога „Как ехото заглъхва“ от драмата „Когато гръм удари“ на Пейо Яворов,
- главата „Заключение“ от романа „Село Борово“ на Крум Велков.
- глава XVII от повестта „Немили-недраги" на Иван Вазов.